# میرزا موسی نوری
میرزا موسی نوری، معروف به آقای کلیم متوفی سال ۱۲۶۶ چهارمین فرزند میرزا عباس نوری ملقب به میرزا بزرگ، و در هنر خطاطی ملقب به میرعماد ثانی، از مستوفیان دربار فتحعلیشاه قاجار؛ و خدیجه خانم از قبیلهٔ نمدساب* که در حوالی تاکر در ناحیه نور مازندران زندگانی می‌کردند بود. موسی تنها برادر تنی بهاءالله است که مدتّی بعد از ۱۸۱۷م به دنیا آمد. آقای کلیم به برادر بزرگ خود میرزا حسینعلی (بهاءالله) و آئین جدید علاقه و وابستگی خاصی داشت. او تمام عمرش را صرف خدمت به بهاءالله و پیروان وی نمود. موسی کلیم از مؤمنین غیور و مدافعان پرشور و معزّز آئین بابی- بهائی محسوب و در بین خواهران و برادران بهاءالله از همه ممتازتر و قابل تر بوده و یکی از افرادی است که بهاءالله در حقّ آنها شهادت داده که «این امر از ابصر کلّ مستور و احدی به تفصیل آن مطّلع نه الّا نفسان». به گفتهٔ بهاءالله وی یکی از دو تنی بود که به اندازه کافی ریشه و مصدر آئین بهائی را درک کرده‌اند. شوقی افندی نام میرزا موسی آقای کلیم را در سردفتر اسامی حواریون بهاءالله قرار داده‌است.

## شرح حال

#### زندگی در ایران
موسی اشراف‌زاده‌ای بود که مدتی پس از سال ۱۱۹۵ شمسی (۱۸۱۷م) به دنیا آمد. در دوران نوجوانی، موقعیت پدرش - میرزا بزرگ، در دربار قاجار تغییر کرد. در نتیجه پس از درگیری میرزا بزرگ با میرزا آقاسی - نخست‌وزیر کشور، بسیاری از ثروت خود را از دست داد، و به خانه ای در نزدیکی مسجد شاه نقل مکان کرد. بهاءالله پس از ازدواج در سال ۱۲۱۴ش (۱۸۳۵م) منزلی مجزا در محلهٔ دروازه شیمران تهران در نزدیکی مدرسهٔ میرزا صالح اجاره کرد، و همسر، مادر خود - خدیجه خانم، و نامادری‌های دیگر، و خواهران و برادران کوچکتر خود از جمله موسی را در آنجا مسکن و مأوی داد. موسی تقریباً در مرداد ۱۲۲۳ش (ژوئیه یا اوت ۱۸۴۴م) با آئین بابی آشنا شد. هنگامی که ملا محمد معلم حامل لوحی از سید باب به در منزل بهاءالله رسید، موسی به او خوش آمد گفت و وی را نزد بهاءالله برد. موسی در هنگام خواندن آن لوح توسط بهاءالله حضور داشت. بهاءالله و موسی در مورد لوح دریافتی با هم گفتگو کردند و ادعای سید باب را پذیرفتند و موسی نیز بابی شد. موسی یکی از دو فردی بود، که از تفاهمی که بین سید باب و بهاءالله اندکی قبل از اعدام باب در سال ۱۲۲۹ش (۱۸۵۰م) مبنی بر اعلان نام برادر کوچکترشان، یحیی، به عنوان رهبر صوری بابی‌ها بعد از سید باب، به جهت جلوگیری از توجه بیش از حد به شخص بهاءالله، صورت گرفت آگاه بود. در سال ۱۲۳۰ش (۱۸۵۱م) پس از اعدام باب و سفر بهاءالله به عراق موسی در جامعهٔ بابی تهران فعال، و در حفظ جامعه بسیار کوشا بود. اماّ با اعمال چند بابی که به تنهایی اقدام به ترور شاه کردند نتیجه اش باعث آغاز دوره ای از آزار و اذیت شدید و خشونت‌آمیز نسبت به جامعهٔ بابی شد و بسیاری از آنها کشته شدند. در پی آن سوء قصد در نیمه دوم سال ۱۲۳۱ش (۱۸۵۲م) بهاءالله در سیاهچال تهران زندانی شد. با کمک موسی همسر و فرزندان خردسال بهاءالله در تهران مخفی شدند و از آزار و شکنجه تا حدی در امان ماندند. موسی در طول این دوران به دیدارشان می‌رفت و در رفع احتیاجاتشان می‌کوشید. دوران زندگی میرزا موسی جزء جداناپذیری از دوران زندگی بهاءالله است. به گفتهٔ عبدالبهاء موسی هنگامی که هنوز شیرخوار بود دلبستگی فوق‌العاده ای به بهاءالله نشان می‌داد. او در همه حال مورد لطف و رحمت و محبت بهاءالله بود. پس از درگذشت پدرشان، میرزا موسی تحت نظر بهاءالله پرورش یافت و در پناه او به بلوغ رسید. روز به روز بندگی و فداکاری این جوان بیشتر می‌شد. او در همه چیز طبق احکام الهی زندگی می‌کرد و به کلی از افکار این دنیا جدا بود. موسی کلیم همچنان در جامعه بابی تهران در گسترش و حفظ جامعه بسیار فعال بود. او در سِمَت‌های گوناگون از جمله رسیدگی به تدارک سفرهای بهاءالله و خانواده، و ملاقات با مقامات دولتی از جانب بهاءالله به او خدمت کرد. هنگامی که بهاءالله در سال ۱۲۳۰ش (۱۸۵۱م) تهران را به قصد عراق ترک نمود، موسی کلیم یکی از افرادی بود که محافظت جسد سید باب و پنهان کردن آن در حرم امامزاده حسن به او محول شد.

## خروج از ایران

#### از تهران تا بغداد
حکم تبعید به عراق عثمانی در دیماه ۱۲۳۱خ (ژانویهٔ ۱۸۵۳م) فقط شامل بهاءالله و خانواده اش می‌شد، اما برادران بهاءالله که او را در سفر بغداد همراهی کردند اوّل میرزا موسی ملقّب به آقای کلیم است و دیگری میرزا محمّدقلی (متوفی: ۱۲۸۹خ/ ۱۹۱۰م) که از طرف مادر از موسی جدا بود، و با وجود فتور بعضی از بستگانش تا آخرین دقیقهٔ حیات در آئین بهائی ثابت قدم و مؤمن باقی ماند. آن‌ها خانواده بهاءالله را در تبعید به بغداد همراهی کردند. کاروان در سفر به بغداد از کرمانشاه عبور کرد. میرزا یحیی در این شهر مخفیانه زندگی می‌کرد و می‌ترسید با بهاءالله تماس بگیرد تا مبادا هویتش فاش شود. موسی به دیدار او رفت و او را متقاعد ساخت که با اجازهٔ بهاءالله به ملاقات وی در بغداد بیاید. زمانی که موسی به بغداد نقل مکان کرد، با فاطمه سلطان خانم، دختر یک بابی عرب به نام شیخ سلطان کربلایی ازدواج کرد و پسرشان مجدالدین در حدود سال ۱۲۳۳ش (۱۸۵۴م) به دنیا آمد. او بعداً با همسر دومی به نام حوّا ازدواج کرد. این دو برادر تبعیدی‌ها را تا بغداد همراهی کردند و در آن دیار با تبعید شدگان ماندند.

#### زندگی در بغداد
به دلیل بروز اختلاف هائی در جامعه بابیان بغداد، به ویژه به تحریک میرزا یحیی، بهاءالله در سال ۱۲۳۳ش (۱۸۵۴م) شهر را به قصد سلیمانیه ترک کرد. دو سال بعد، هنگامی که خبر حضور مردی روحانی در سلیمانیه به بغداد رسید، موسی و عبدالبهاء بر این باور شدند که آن فرد احتمالاً بهاءالله است و دو بابی را به سلیمانیه فرستادند تا او را متقاعد کنند که به بغداد بازگردد. آقای کلیم در بغداد سرپرستی خانوادهٔ بهاءالله را در هنگام سفر وی به کوه‌های سلیمانیه ۱۲۳۳–۱۲۳۵خ (۱۸۵۴–۱۸۵۶م)، به عهده داشت. موسی در زمان غیبت بهاءالله خانه بزرگی را در ناحیه کرخ بغداد اجاره کرده بود که بهاءالله تا زمان خروج از بغداد در آن خانه، که به نام «بیت اعظم» نامید، زندگی کرد. اعتبار جامعه، به ویژه اعتبار بهاءالله از اولین روزهای حضورش در کردستان شروع شد و همواره در حال افزایش بود. بعد از بازگشت بهاءالله از سلیمانیه به عراق عثمانی شیفتگان وی از سلیمانیه به بغداد می‌آمدند سراغ «درویش محمد» و «خانه میرزا موسی بابی» را می‌گرفتند. متحیر از ازدحام علما و صوفی‌های کُرد از هر دو گروه قادریه و خالدیه در خانهٔ بهاءالله، و تحت تأثیر رقابت‌های نژادی و فرقه‌ای، رهبران مذهبی شهر از جمله ابن آلوسی - مُفتی معروف بغداد، همراه با شیخ عبدالسلام، شیخ عبدالقدیر و سید داودی، به دیدار بهاءالله رفتند و پس از دریافت پاسخ‌های کاملاً رضایت بخش به سؤالات متعددشان، جزو ستایشگران بهاءالله شدند. آقای کلیم در میزبانی این مسافران و میهمانان همواره کوشا بود. پس از آن موسی کلیم با خانواده اش در تمام تبعیدها از بغداد به استامبول، ادرنه، و عکا همراه بهاءالله بود. موسی کلیم معمولاً برای رسیدگی به تدارکات و سایر نیازهای سفر در پی کاروان حرکت می‌کرد. موسی در بغداد ضمن خدمت به بهاءالله و خانوادهٔ او، بین بابی‌ها و میرزا یحیی که هنوز رهبر صوری جامعه محسوب می‌شد اما در پنهان زندگی می‌کرد و تماس مستقیم با او امکان‌پذیر نبود، به عنوان رابط عمل می‌نمود در سال‌های پایانی اقامت بهاءالله و همراهان در بغداد، آقای کلیم گهگاه از جانب بهاءالله به ملاقات میرزا بزرگ خان، کنسول ایران، می‌رفت.

#### قسطنطنیه (استامبول)
موسی در سال ۱۲۴۲ش (۱۸۶۳م) در تبعید بهاءالله از بغداد به قسطنطنیه همراه شد. سه ماه پس از ترک بغداد وارد قسطنطنیه شدند. در مدت چهار ماه اقامت در قسطنطنیه، موسی با همراهی عبدالبهاء به نمایندگی از جانب بهاءالله در انجام وظایف گوناگون از جمله ملاقات با مقامات دولتی، مشغول بود. موسی در خانه جداگانه خود زندگی می‌کرد. در خانهٔ موسی بود که بهاءالله با مقامات اداری حکومت ملاقات داشت و پیام‌های دولتی را در آنجا دریافت می‌نمود.

#### ادرنه
در همان سال ۱۲۴۲ش (۱۸۶۳م) موسی و خانواده با بهاءالله و همراهان او در یکی از سردترین زمستان‌ها مجبور به سفری طاقت فرسا از استامبول به شهر اَدرنه شدند. منزل ایشان در ادرنه برای حفاظت از سرمای شدید مناسب نبود. اندکی پس از ورود به شهر موسی و عبدالبهاء به نمایندگی از بهاءالله با فرستاده‌ای از جانب سلطان عثمانی ملاقات کردند و پیام سلطان را دریافت کرده به بهاءالله رساندند. بهاءالله لوح «عبدالعزیز و وکلا» را در پاسخ به سلطان عثمانی صادر نمود. هر بار بهاءالله به خانه ای در ادرنه نقل مکان می‌کرد برادرش موسی هم خانواده اش را به همان همسایگی منتقل می‌نمود. در اسفند ۱۲۴۴ش (مارس ۱۸۶۶م)، زمانیکه بهاءالله برای جلوگیری از خصومت و تفرقه در جامعهٔ بابی که ناشی از تنش بین هواداران او و طرفداران یحیی پیدا شده بود به منزل جدید در خانهٔ رضابیگ به انزوا رفت. موسی مأمور شد تمام اثاثیه مسکن قبلی را به‌طور مساوی تقسیم کند. نیمی را به منزل جدید بهاءالله - خانهٔ رضابیگ منتقل کند، و نیمی دیگر را با چندین اثر باستانی که یحیی از بهاءالله خواسته بود به یحیی تحویل دهد؛ و همچنین با خرید احتیاجات روزمره برای خانهٔ یحیی به آن‌ها رسیدگی کند. این جدائی که در تاریخ بهائی به «فَصلِ اعظم» شناخته شد برای اولین بار منجر به متمایز شدن جامعهٔ بهائی از جامعهٔ بابی شد. موسی پس از مدتی خانواده اش را به خانه ای در نزدیکی خانه رضابیگ منتقل کرد. در سال ۱۲۴۵ش (۱۸۶۷م) که بهاءالله به منزل قبلی بازگشت موسی نیز به همسایگی در آنجا تغییر مکان داد. زمانی که بهاءالله به بیت عزت آقا مسکن گُزید موسی هم برای آخرین بار در ادرنه مسکن جدیدی اختیار کرد. سپس در همان سال مو سی از راه سالونیک در یونان سفری به اسمیرنا کرد و مدتی را در آناتولی گذراند تا اینکه بهاءالله نبیل اعظم را برای بازگرداندن او به ادرنه فرستاد. در دوران اقامت در ادرنه موسی به عصیان میرزا یحیی پی برد و سعی در حل مشکل نمود ولی نهایتاً ناامید شد و رابطهٔ خود را با میرزا یحیی قطع کرد.

#### سال‌های عَکّا
در سال ۱۲۴۶ش (۱۸۶۸م)، آقای کلیم از اَدرنه با کاروان بهاءالله به سمت قلعه عکا سفر کرد. این بار نام او هم در فرمان سلطان عثمانی ذکر شده بود که او را به تبعید ابدی محکوم می‌نمود. در قلعهٔ عکا معروف به «سجن اعظم» او تمام وقت خود را وقف خدمت به بهاءالله کرد. او توانست پیوسته در محضر برادرش باشد و با پیروان او نیز معاشرت کند. اندکی پس از ورودشان به شهر عکا در فلسطین بیشتر تبعید شدگان در حالی که در قلعهٔ شهر زندانی بودند به بیماری مالاریا و اسهال خونی مبتلا گشتند. موسی یکی از دو نفری بود که می‌توانست در پرستاری از دیگران به عبدالبهاء کمک کند. در مهرماه ۱۲۴۹ش (اکتبر ۱۸۷۰م)، اندکی پس از درگذشت میرزا مهدی، برادر کوچک عبدالبهاء، به همراهان بهاءالله اجازه داده شد زندان قلعه را ترک کنند. اکثر آنان به کاروانسرا نقل مکان کردند. موسی و خانواده اش در منزلی نزدیک همان کاروانسرا ساکن شدند. تا او بتواند در صورت لزوم، از جانب بهاءالله، به آن‌ها کمک کند. در اواخر دهه ۱۲۵۱ش (۱۸۷۲م)، زمانی که منیره خانم برای اولین بار برای ازدواج با عبدالبهاء به عکا رسید، تا ۱۷ اسفند ۱۲۵۱ش (۸ مارس ۱۸۷۳م) که ازدواج آن دو برقرار شد در خانه موسی کلیم زندگی می‌کرد. موسی در سال ۱۲۶۵ش (۱۸۸۷م) در عکا درگذشت. او اندکی پیش از درگذشتش شخصاً در تألیف تاریخ اولیه بابیه به نبیل زرندی کمک کرد. شوقی افندی کتاب تاریخ نبیل را به زبان انگلیسی درآورد که تحت عنوان «مطالع الانوار» منتشر شد. شوقی افندی موسی کلیم را به عنوان یکی از نوزده حواری بهاءالله نام برده‌است.